# Римський статут Міжнародного кримінального суду

Держави-учасниці
Підписали і ратифікували
Підписали і ратифікували, але потім відкликали ратифікацію
Підписали, але не ратифікували
Підписали, але потім відкликали
Не підписали і не ратифікували

Римський статут Міжнародного Кримінального Суду (англ. Rome Statute of the International Criminal Court) — міжнародний договір, що заснував Міжнародний кримінальний суд. Ухвалений на дипломатичній конференції в Римі 17 липня 1998 року та набрав чинності 1 липня 2002 року. Станом на листопад 2023 року Римський статут підписали всього 137 держав (Україна — 20 січня 2000 року), але ратифікували лише 124 держави (не рахуючи України). 21 серпня 2024 року Верховна Рада України 9-го скликання ратифікувала Римський статут із заявою за статтею 124 щодо позбавлення юрисдикції МКС по статті 8 «Воєнні злочини» на 7 років.
Статут встановлює сферу діяльності, юрисдикцію і структуру суду.

## Ціль
Римський статут встановлює чотири основні міжнародні злочини: геноцид, злочини проти людяності, воєнні злочини і злочини агресії. Проте в ході переговорів були розглянуті для внесення й інші злочини, зокрема екоцид.

## Історія

### Передумови
Римський статут являє собою підсумок багаторазових спроб створення національного та міжнародного трибуналу. Наприкінці ХІХ століття міжнародна спільнота здійснила перші кроки до створення незмінних судів з національною юрисдикцією. Разом із Гаазькою міжнародною конвенцією миру, представники найбільших націй спробували узгодити закони війни та ввести обмеження на використання високотехнологічної зброї. По закінченню Першої світової війни та після ще більш тяжких злочинів, скоєних під час Другої світової війни, пріоритетним завданням стало переслідування осіб, відповідальних за злочини, які вважаються настільки важкими, що їх необхідно назвати злочинами проти людства.
Заради дотримання основних принципів демократичної цивілізації, злочинці не можуть бути страчені на майданах або відправлені в табори. Натомість із ними поводяться саме як зі злочинцями, регулярно здійснюючи судовий розгляд, з наданням права на захист і презумпції невинуватості. З цього погляду, важливою подією в історії права став Нюрнберзький процес, після якого були підписані деякі договори, що й привели до розробки Римського статуту.
Прийнята Резолюцією Генеральної Асамблеї ООН № 260 від 9 грудня 1948 року Конвенція про запобігання та покарання злочину геноциду — була першим кроком на шляху до створення міжнародного постійного кримінального трибуналу з юрисдикцією на злочини, котрі, на той час, ще не були визначені у міжнародних договорах. У резолюції висловлено надію на поступ Юридичної комісії ООН у цьому напрямку.
Генеральна Асамблея, врахувавши певні міркування, висловлені Комісією, створила комітет для підготовки проєкту Статуту і вивчення відповідних юридичних питань. 1951 року, був представлений перший проєкт. Другий вийшов 1955 року, але стикнувся з численним затримками, офіційно — через труднощі у визначенні злочину агресії, які були вирішені під час дипломатичних переговорів уже аж після набуття Статутом сили. Геополітична напруженість холодної війни також сприяла затримці.
Тринідад і Тобаго звернулися у грудні 1989 року до Генеральної Асамблеї, щоби знову відкрити переговори про створення міжнародного кримінального суду, і 1994 року представив проєкт статуту. Генеральна Асамблея заснувала спеціальний комітет для Міжнародного кримінального суду, вислухавши висновки Підготовчого комітету, який працював над проєктом протягом двох років з 1996 по 1998 рік.
Тим часом Організація Об'єднаних Націй створила спеціальні трибунали для колишньої Югославії (МТКЮ) і по Руанді (МТР), після чого через питання, які виникли впродовж досудового розслідування, чи вже на судовій стадії, до Статуту було внесено поправки, що дуже нагадують чинний Римський Статут.

### Створення
Під час своєї 52-й сесії Генеральна Асамблея ООН ухвалила рішення про скликання дипломатичної конференції для установи Міжнародного кримінального суду. Конференція відбулася в Римі 15 червня — 17 липня 1998, як зазначає договір, який набув чинності 1 липня 2002 року. Ця Римська конференція була відвідана представниками 161 держави, а також спостерігачами інших різноманітних організацій, міжурядових організацій та агентств, та неурядових організацій (зокрема численні групи з захисту прав людини). Вона відбувалася
у штабі Продовольчої та сільськогосподарської організації ООН, розташованої приблизно за чотири кілометри від Ватикану (однієї з представлених держав).
У червні 1998 року, після кількох років переговорів, спрямованих на встановлення постійного міжнародного трибуналу для судового переслідування осіб, звинувачених у геноциді, злочинах проти людяності, воєнних злочинах та злочинах агресії, Генеральна Асамблея Організації Об'єднаних Націй скликала п'ятитижневу дипломатичну конференцію в Римі для доопрацювання і ухвалення конвенції про створення Міжнародного кримінального суду.
17 липня 1998 року Римський статут був ухвалений шляхом голосування 120-ти держав, 7 висловилися проти, 21-на утрималась. Які саме країни проголосували проти, остаточно не відомо. Але цілком очевидно, що серед них були такі держави, як КНР, Ізраїль і Сполучені Штати, тому що згодом вони публічно висловили своє негативне ставлення. Спостерігачі та коментатори роблять припущення, що серед решти країн, які не підтримали Римський статут, можуть бути Індія, Індонезія, Ірак, Лівія, Катар, Росія, Саудівська Аравія, Судан і Ємен. Найбільше дослідники схиляються зараховувати до держав, які проголосували проти Іраку, Лівію, Катару та Ємену.
11 квітня 2002 року на особливих урочистостях, що відбулися в штаб-квартирі Організації Об'єднаних Націй в Нью-Йорку, десять країн ратифікували Статут, внаслідок чого загальне число країн-підписантів досягло шістдесяти, що було найменшою кількістю, потрібною для приведення Статуту до чинності, як це визначено у статті 126. Договір набув чинності 1 липня 2002 року; МКС може розслідувати лише ті злочини, які були скоєні після дати набуття ним чинності.

## Держави-учасники
Держави стають учасниками Міжнародного кримінального суду, а злочини, скоєні їхніми громадянами або на їхній території — підсудними йому, по факту ратифікації Римського статуту або на підставі визнання юрисдикції за ст. 12(3), як це зробила Україна.
Станом на квітень 2013 року Римський статут ратифікували 122 держави світу. Серед 193 держав-членів ООН його ратифікувала лише 121 держава (острови Кука не є членами ООН), 31 — підписали, але не ратифікували, а 41 — взагалі не підписали.
Деякі держави принципово негативно ставляться до самої ідеї існування МКС. На їхню думку, МКС обмежує суверенітет держави та має невизначено широку компетенцію. Такої думки дотримуються такі держави, як США, Китай, Індія, Ізраїль та Іран.
Попри те, що уряд США підписав Римський статут у 2000 році, вже 2002 року він відкликав свій підпис. Спочатку Білл Клінтон, підписуючи документ, пояснив, що США не збираються ратифікувати Римський статут, доки в повній мірі не ознайомляться з діяльністю МКС. Згодом адміністрація Буша-молодшого, маючи на меті захист власних військовослужбовців, взагалі відмовилась від участі в Римському статуті, назвавши його таким, що порушує національні інтереси та суверенітет США. Окрім того, у 2002 році був ухвалений спеціальний Закон про захист американських військовослужбовців, котрий дозволив застосування військової сили для визволення будь-якого американського громадянина, або громадян країн союзників США, затриманих на території будь-якої держави. Водночас, США уклали низку двосторонніх угод, в котрих зобов'язали відповідні держави не видавати підозрюваних американських громадян Міжнародному кримінальному суду; у разі порушення цих домовленостей США припинять надавати військову допомогу та будь-яку іншу підтримку.
У 2008 році це положення Закону  (Sec. 2007) було скасовано, і США переглягуло своє ставлення до МКС. Останнім часом співпраця США і МКС навпаки інтенсифікувалась – США передавали до МКС докази російських воєнних злочинів. Була заява США про те, що вони сприятимуть його діяльності щодо злочинів, вчинених в Україні.
Держави-учасники, що ратифікували Римський статут, поділяються на такі регіональні групи:
- Африканські держави;
- Азійські держави, серед яких і держави в районі Тихого океану;
- Східноєвропейські держави;
- Держави Латинської Америки та Карибського басейну;
- Західна Європа та інші держави.

Станом на квітень 2013 року 34 держави-учасниці МКС належать до африканських держав, 18 — до азійських, 18 — є представниками від Східної Європи, 27 — від Латинської Америки та Карибського басейну і 25 — від Західної Європи та інших держав.
3 жовтня 2023 року Вірменія ратифікувала Римський статут, зобов'язавшись виконувати рішення Міжнародного кримінального суду (МКС). Вірменія підписала Римський статут у 1999 році, але тоді не ратифікувала його.

### Україна
Україна підписала Римський статут 20 січня 2000 року, але не ратифікувовала його, хоча після підписання Угоди про асоціацію з Європейським Союзом у 2014 році ратифікація цього документу є одним із прямих міжнародних зобов'язань України. Водночас Римський статут передбачає можливість визнання юрисдикції Міжнародного кримінального суду державою, яка не ратифікувала статут.
Україна визнала юрисдикцію МКС з двох питань заявами Міністерства закордонних справ України, поданими 17 квітня 2014 року щодо справ Майдану і 8 вересня 2015 року щодо злочинів проти людяності і воєнних злочинів, вчинених на її території. Наприкінці березня 2022 року правнича спільнота України запустила інформаційну кампанію із закликом до ратифікації Римського статуту Міжнародного кримінального суду. На важливості ратифікації цього документу для України наголосили в організації Human Rights Watch наприкінці квітня того ж року.
Верховна Рада України прийняла на засіданні 21 серпня 2024 року Закон України про ратифікацію Римського статуту Міжнародного кримінального суду та поправки до нього, внесений Президентом України Володимиром Зеленським. Документ підтримали 281 народний депутат України. 
За інформацією парламентського Комітету з питань зовнішньої політики та міжпарламентського співробітництва, важливість ратифікації Римського статуту Міжнародного кримінального суду обумовлена тим, що головним міжнародно-правовим інструментом на шляху до притягнення до відповідальності російських воєнних злочинців є Міжнародний кримінальний суд. Крім того, ратифікація Римського статуту обумовлена зобов’язаннями України у відповідності до статті 8 Угоди про асоціацію між Україною та Європейським Союзом, а також стосується прав, свобод та обов’язків людини і громадянина, реалізації співпраці в сфері міжнародного правосуддя та його здійснення. Після набрання чинності для України Римським статутом Міжнародного кримінального суду та поправок до нього Україна стане 125-ю державою-членом Міжнародного кримінального суду. Президент України підписав ратифікаційний закон 24 серпня 2024 року.
Понад третину (37 %) українських військовослужбовців мають позитивне ставлення щодо ратифікації статуту, ще 34 % скоріше підтримують.
25 жовтня 2024 року Україна депонувала ратифікаційну грамоту на зберігання до депозитарію Римського статуту Міжнародного кримінального суду.
1 січня 2025 року Україна набула повноправного членства в МКС, учасниками Римського статуту на цей час стали 125 держав.
20 січня 2025 року за ініціативи Офісу Президента України відкрився дводенний експертний круглий стіл, присвячений необхідності законодавчих змін для покарання за міжнародні злочини. Було ухвалено рішення напрацювати підхід до імплементації Римського статуту. В його основі – пріоритети органів української системи кримінальної юстиції та необхідність забезпечення стандартів справедливого судового розгляду.